# Крузе, Николай Фёдорович
Никола́й Фёдорович Кру́зе (1823—1901) — русский цензор , общественный деятель, председатель земской управы в Ямбургском округе Петербургской области и публицист.
Уроженец Харькова, где окончил университет. С 1855 по 1859 служил цензором и своим разумным отношением к этим обязанностям способствовал свободному выражению мнений в только что оживившейся журналистике, особенно в «Русском вестнике», тогда ещё либеральном. В 1865 был избран первым председателем земской управы в Ямбургском уезде и в том же году — первым председателем земской управы Санкт-Петербургской губернии; от последней должности отрешен Высочайшим повелением 17 января 1867, в день закрытия, также по Высочайшему повелению, Санкт-Петербургского губернского земского собрания. Вместе с графом Уваровым и В. К. Делла-Вос участвовал в постройке первой протяженной линии московской конки. Позже был членом совета дворянского земельного банка. Помещал статьи в «Русском вестнике» (первых годов), в «Вестнике Европы» (по земским вопросам), в «Русской старине», в «Санкт-Петербургских ведомостях» (под ред. В. Ф. Корша) и др.
Был женат на дочери действ.ст.сов. А.А. Альфонского, Елизавете Аркадьевне Альфонской, в замужестве Крузе. В браке родилось три дочери:
Екатерина - род. 19 ноября 1852;
Наталья - род. 5 апреля 1854;
Александра - род. 24 ноября 1855.

## Источник
- Крузе, Николай Федорович // Энциклопедический словарь Брокгауза и Ефрона : в 86 т. (82 т. и 4 доп.). — СПб., 1890—1907.